# Xanthodius americanus
Xanthodius americanus är en kräftdjursart som först beskrevs av de Saussure 1858.  Xanthodius americanus ingår i släktet Xanthodius och familjen Xanthidae. Inga underarter finns listade i Catalogue of Life.